# Freddie Gorman
Freddie Gorman (Detroit (Michigan), 11 april 1939 - Palmsdale (Californië), 13 juni 2006) was een Amerikaanse songwriter, producer en zanger. Als baszanger maakte hij onder andere deel uit van de Motowngroep "The Originals".

## Begin zangcarrière
Op zestienjarige leeftijd, in 1955, nam Freddie Gorman zijn eerste singles op met een groep genaamd "The Qualitones", voor Josie Records. Met deze groep nam hij maar één nummer op waarna hij een nieuwe groep vormde, "The Fideltones", met onder andere Brian Holland. In 1957 ontmoette Gorman Berry Gordy, later directeur van Motown, tijdens zijn werk als postbode. Vier jaar later, in 1961, nam hij een solonummer op bij Miracle Records, een zusterlabel van Motown. Later vertrok hij naar stadsgenoot en rivaal van Motown, Ric-Tic Records. Daar werkte hij vooral als songwriter, maar nam zelf ook nummers op als "Just Can't Get It Out Of My Mind". In 1966 maakte hij zijn terugkeer naar Motown, omdat Ric-Tic Records overgenomen werd door Motown.

## The Originals
Nadat Gorman in 1966 weer terug was bij Motown vormde hij samen met Henry Dixon, C.P. Spencer, Walter Gaines en Joe Stubbs, broer van leadzanger van The Four Tops Levi Stubbs, de groep The Originals. Ze werden gecontracteerd op het Soullabel, deel van het Motowngeheel. Datzelfde jaar brachten ze nog een single uit "Goodnight Irene". Het werd echter geen hit en de groep moest wachten tot 1969 voordat hun volgende single, "You're The One", werd uitgebracht. Ondertussen zongen The Originals wel achtergrondvocalen op hits als "What Becomes Of The Broken Hearted" van Jimmy Ruffin en "My Whole World Ended (The Moment You Left Me)" van zijn broer David Ruffin. In 1969 ging een van de grootste Motown sterren, Marvin Gaye, nummers schrijven voor de groep. Hieruit kwamen de twee meest succesvolle nummers van The Originals. Het waren "Baby, I'm For Real", een #14 hit, en "The Bells", een #12 hit. Na het succes van deze twee singles had de groep minder succes, maar wel nog een #1 dance-hit met het nummer "Down To Love Town".

## Schrijverswerk
Freddie Gorman heeft vele hits geschreven. De eerste echte hits waren tijdens zijn eerste periode bij Motown. In 1961 kwam oprichtster van The Marvelettes bij Motown aan met het nummer "Please Mr. Postman". Motown vond het thema van het nummer leuk en liet daarna Brian Holland aan de tekst werken. Toen Gorman Holland tegenkwam tijdens het schrijven van het nummer besloot hij mee te helpen met de tekst, omdat hij zelf als postbode voldoende inspiratie had opgedaan. Naast Dobbins, Holland en Gorman zijn ook William Garrett en Robert Bateman auteurs van het nummer. Lange tijd werd Gorman niet vermeld als schrijver, tot in 1987. Uiteindelijk bleek "Please Mr. Postman" een grote hit te zijn en werd het de eerste #1 hit die onder het Motownlabel uitgebracht werd. Na het succes schreef Gorman nog andere nummers voor The Marvelettes als "Playboy" en "Twistin' Postman", een spin-off van het succes van "Please Mr. Postman", dat later door hemzelf met The Originals gecoverd werd en ook door The Carpenters en The Beatles. Ook was hij co-auteur van;lei het eerste nummer voor The Supremes, "I Want A Guy".
Toen Gorman naar Ric-Tic Records vertrok schreef hij ook daar hits, met als bekendste nummer "(Just Like) Romeo And Juliet" voor The Reflections.

## Dood
Freddie Gorman overleed aan de gevolgen van longkanker. Hij had deze ziekte al jaren en was opgenomen geweest in het ziekenhuis, daarna was het enige tijd beter gegaan.
- Gemeinsame Normdatei: 1114428698
- International Standard Name Identifier: 0000 0001 0734 2191
- Library of Congress Control Number: no2010187440
- MusicBrainz: 7877209b-9d91-4c03-8736-e8a7485bd58d
- Virtual International Authority File: 160002851
- WorldCat: E39PBJx8G7gRg73jjYJkmm3RKd